# Electrophaes niveopicta
Electrophaes niveopicta är en fjärilsart som beskrevs av W. Warren 1893. Electrophaes niveopicta ingår i släktet Electrophaes och familjen mätare. Inga underarter finns listade i Catalogue of Life.